# 藤原実衡
藤原 実衡（ふじわら の さねひら）は、平安時代後期の公卿。藤原北家閑院流、権大納言・藤原仲実の長男。官位は従三位・権中納言。高松中納言と称した。

## 経歴
白河院政期中期の長治2年（1105年）叙爵。天永3年（1112年）侍従に任官し、翌年昇殿を許される。永久3年（1115年）従五位上・右近衛少将に叙せられると、永久4年（1116年）正五位下、元永3年（1120年）左近衛少将と昇進するが、同年7月に小板敷で兵部大輔・藤原資信と乱闘事件を起こし除籍されてしまう。翌保安2年（1121年）許され左少将に復すと、保安3年（1122年）右近衛中将、天治3年（1126年）従四位上、天承2年（1132年）正四位下と、白河院政期後期から鳥羽院政期前期にかけて近衛次将を務めながら再び昇進を重ねた。
長承2年（1133年）に蔵人頭に補せられると、翌長承3年（1134年）参議に任ぜられ公卿に列する。議政官の傍らで引き続き中将を兼帯し、この間の保延5年（1139年）従三位に昇叙されている。
保延6年（1140年）に権中納言に昇進するが、永治2年（1142年）2月8日に薨去。享年43。死因は「邪気」とされる。
実衡死後の久安4年（1148年）妻の真如房尼が亡き夫の菩提を弔うために、三千院往生極楽院を建立した。

## 官歴
注記のないものは『公卿補任』による
- 長治2年（1105年） 正月7日：叙爵（春宮御給）
- 天永3年（1112年） 12月：侍従
- 天永4年（1113年） 3月19日：昇殿
- 永久3年（1115年） 正月7日：従五位上（簡一）。正月29日：兼備後介。8月13日：右近衛少将
- 永久4年（1116年） 正月30日：兼近江介[7]。2月20日：正五位下（行幸院賞）
- 永久6年（1118年） 正月18日：五位蔵人
- 元永2年（1119年） 正月7日：従四位下（少将如元）
- 元永3年（1120年） 正月28日：止介[7]。2月14日：左近衛少将。7月20日：除籍
- 保安2年（1121年） 12月6日：還任[7]
- 保安3年（1122年） 12月22日：右近衛中将
- 保安4年（1123年） 正月22日：兼伊予介
- 天治3年（1126年） 正月7日：従四位上（府労）。正月28日：新帝昇殿（御即位日）
- 大治2年（1127年） 正月19日：止介[7]
- 大治3年（1128年） 正月24日：兼播磨権介[7]
- 天承2年（1132年） 正月2日：正四位下（行幸院賞）。正月22日：止介[7]
- 長承2年（1133年） 正月29日：蔵人頭
- 長承3年（1134年） 2月22日：参議、中将如元
- 長承4年（1135年） 正月28日：兼丹波権守
- 保延5年（1139年） 正月24日：止守[7]。10月26日：従三位（成勝寺供養行幸賞、中宮御給）
- 保延6年（1140年） 3月27日：権中納言
- 永治2年（1142年） 2月8日：薨去（邪気）

## 系譜
注記のないものは『尊卑分脈』による。
- 父：藤原仲実
- 母：藤原顕季の次女[8]
- 妻：真如房尼[5]（1114-1180） -  吉田経房の叔母[9]
- 生母不明の子女
  - 男子：実暁 - 延暦寺阿闍梨
  - 男子：衡範 - 興福寺権律師